# Sistem de referință
În mecanica descriptivă un sistem de referință este o noțiune teoretică pentru descrierea mișcării, fiind reperul în raport cu care se descrie mișcarea sau repausul. El poate fi asociat unui punct material sau unui sistem de puncte materiale ca reper de referință, născut din necesitatea descrierii mișcării în spațiu a unui punct material sau a unui corp. În sistemul de referință propriu atașat punctului material sau corpului acesta se afla în repaus, imobil legat. Pentru descrierea mișcării se consideră suplimentar un alt sistem de referință, care poate fi ales arbitrar, în raport cu care cel considerat se mișcă. Necesitatea aceasta reiese din faptul real că toate mișcările sunt relative, o mișcare absolută neexistând din lipsa unui reper absolut.
De obicei sistemului de referință i se atribuie un Sistem de coordonate spațio-temporal. Acesta putând fi un sistem ortogonal în cazul mecanicii clasice unde metrica spațiului este euclidiană, sau un sistem de coordonate generale, în cadrul teoriei relativității, pentru descrierea neeuclidiană.
Unui sistem de referință nu trebuie în mod neapărat asociat un sistem fizic material existent, cum ne arată Transformările lui Lorentz, o transformare de coordonate intre două sisteme de referință inerțiale în cadrul Teoriei relativității restrânse.

## Sistem de referință inerțial
Un sistem de referință inerțial este deci un sistem de referință care se mișcă fără alte influențe doar în virtutea inerției sale liber în spațiu. El se definește prin proprietățile sale dinamice și cinematice, astfel încât în absența acțiunilor exterioare este valabilă teorema impulsului, din care se deduce matematic, că în acest caz mișcarea este rectilinie și uniformă cu viteză constantă, deci neaccelerată. Această ultimă proprietate se folosește adeseori și pentru definiția sa clasică.
În fizică, un sistem de referință inerțial este un sistem de referință față de care este respectată prima lege a lui Newton: Orice corp își menține starea de repaus sau de mișcare rectilinie uniformă atât timp cât asupra sa nu acționează alte forțe sau suma forțelor care acționează asupra sa este nulă (principiul inerției).
În concluzie,  un sistem de referință inerțial este un sistem de referință în care nu există forțe de inerție și nici o altă forță aparentă, acționând  asupra corpului în mișcare fată de acest sistem. Există doară viteze aparente, relative, deoarece orice mișcare poate fi întotdeauna numai relativă.
Într-un mod mai general, în conformitate cu principiul lui Hamilton, Principiul acțiunii minime, se deduce traiectoria ca fiind o geodezică a spațiu-timpului cuadridimensional, care, într-un spațiu Minkowski euclidian, spațiul mecanicii clasice, este o traiectorie rectilinie cu mișcare uniformă.

## Sistem de referință neinerțial
Un sistem de referință neinerțial este un sistem de referință în care orice punct material sau corp in mișcare, nu are o mișcare rectilinie uniformă. 
In conformitate cu prima lege a lui Newton acest corp are atunci o acceleratie relativä, încât impulsul lui se modifică și conform cu Teorema impulsului, corpul este supus unei forțe aparente de inerție.
În concluzie, un sistem de referință neinerțial este un sistem de referință în care există acțiuni datorate forțelor de inerție aparente.

## Repaus absolut și repaus relativ
În conformitate cu definiția unui sistem de referință inerțial, nu există nici un fapt observabil prin care un observator situat solitar în acest sistem, să poată deosebi mișcarea sa proprie rectilinie și uniformă, de repausul absolut. Repaus absolut, este starea cinematică a unui sistem în care acesta ar avea o stare de nemișcare de repaus față de orice sistem de referință imaginabil. Dar asta nu e posibil, deoarece se poate găsi întotdeauna un sistem de referință, chiar inerțial, în raport cu care orice punct al spațiului se află în mișcare relativă. Deci  repausul absolut nu există ca fapt observabil. De aceea se zice că un sistem de referință inerțial se află în  Repaus relativ, deoarece se poate admite că el are o viteza rectilinie uniformă egală cu zero sau cu orice altă valoare, fără a fi posibil a se deosebi cele două situații, prin nici o observare fizică făcută în acel sistem de referință. Deci și schimbarea dintr-un sistem de referință inerțială în altul nu se poate observa în sistemul de referință propriu, toate legile fizicii fiind valabile în formă neschimbată. Toate sistemele de referință inerțiale fiind echivalente intre ele, formează o clasă de echivalență. Acest fapt se exprimă prin Principiul de echivalență al relativității restrânse. De aici rezultă și faptul, intuitiv de neînțeles, că constatarea, că viteza  viteza luminii este viteza maximal posibilă intru-un sistem de referință inerțial, este valabilă în orice sistem de referință inerțial și ca atare constantă în orice sistem de referință inerțial.

## Mișcare absolută și mișcare relativă
Mișcarea absolută nu există ca fapt observabil, deoarece și repausul absolut nu există ca fapt observabil. Deci orice mișcare este întotdeauna relativă. 

 Mișcarea relativă se revelează observabil prin mișcarea sistemului de referință propriu în raport cu un sistem de referință al observatorului, care poate fi ales întotdeauna în mod liber arbitrar..

## Principiul mișcării relative
Mișcarea relativă este reciprocă. Cum orice mișcare nu poate fi decât relativă, mișcarea absolută neexistând, orice observator imobil într-un sistem de referință  poate admite din punct de vedere cinematic, că el însuși stă imobil față de-un alt observator care în mod observabil se mișcă fată de el. Aceasta fiind valabil pentru orice observator și celălalt observator poate admite aceeași concluzie.

## Necesitatea unui sistem de referință
După cum reiese de mai sus, atât repausul cit și mișcarea sunt întotdeauna relative, așadar se impune întotdeauna necesitatea existenței unui sistem de referință ca reper de raportare.